# Abbotsford-Stil
Als Abbotsford-Stil bezeichnet man geschnitzte Eichenmöbel aus der viktorianischen Epoche. 
Populär wurden diese Möbel durch die Ausstattung der Bibliothek von Abbotsford, dem Wohnhaus des schottischen Schriftstellers Walter Scott. Das Haus Abbotsford selbst wurde mit seinen Erkern, Zinnen, Ecktürmen und Stufengiebeln zum Vorläufer des schottischen Baronialstils.